# Pablo Clavería Herráiz
 Pablo Clavería Herráiz  (Madrid, 1 april 1996) is een Spaanse voetballer, die doorgaans speelt als middenvelder.

## Loopbaan
De vader van Claveria is een gewezen zaalvoetballer met een welgevuld palmares. Zijn hele leven verdedigde hij het doel van Interviú.  Hij werd wereldkampioen bij de Spaanse nationale ploeg in 2000 en tweemaal Europees kampioen. Bij zijn team werd hij 7 keer landskampioen, 5 Spaanse bekers, 6 Supercups, 1 UEFA en 1 Intercontinentale beker. 
Clavero is een product van de jeugdscholen van Getafe CF en Rayo Vallecano. Bij deze laatste club kreeg hij zijn eerste contract tijdens het seizoen 2014-2015 bij het filiaal dat actief was in de Segunda División B.  Maar vooraleer hij een wedstrijd speelde voor het filiaal, werd hij op 13 december 2014 door Paco Jémez ingezet in de eerste ploeg, toenmalig actief in de Primera División.  Hij viel in tijdens de met 3-0 verloren verplaatsing bij Valencia CF.  In totaal zou hij 9 keer spelen voor de A ploeg in zowel de Primera División (eerste twee seizoenen) als de Segunda División A, maar zijn meeste wedstrijden speelde hij voor het filiaal in de Segunda División B (eerste seizoen) en de Tercera División.
Op 14 augustus 2017 tekende hij voor een ander filiaal uit de Tercera División, Atlético Malagueño.  Ook daar werd hij basisspeler van de ploeg die kampioen werd en de promotie naar de Segunda División B afdwong.
Op 13 augustus 2018 tekende hij een tweejarig contract bij CF Fuenlabrada, een ploeg uit de Segunda División B.  Hij werd onmiddellijk basisspeler van de ploeg en kende 34 optredens en scoorde 2 doelpunten. Op het einde van het seizoen 2018-2019 werd deze ploeg kampioen en werd in de eindronde geloot tegen Recreativo Huelva.  Dankzij een 3-0 thuisoverwinning en een 2-2 gelijkspel op verplaatsing werd de promotie afgedwongen.  In de volgende ronde werd de eretitel van algemeen kampioen behaald tegen Racing Santander.  Op deze wijze bevond de speler zich tijdens seizoen 2019-2020 in de Segunda División A.  Ook hier werd hij een onbetwiste basisspeler mer 34 optredens en 1 doelpunt bij de seizoensrevelatie die op een mooie achtste plaats eindigde en die tot de laatste speeldag in de running was voor de eindronde om de laatste stijger aan te duiden. 
Voor het seizoen 2020-2021 tekende hij een tweejarig contract bij reeksgenoot en nieuwkomer FC Cartagena. Hij zou zijn debuut bij de havenploeg als basisspeler vieren tijdens de eerste wedstrijd, een 0-0 gelijkspel op verplaatsing bij Real Oviedo.  Zonder echt ooit onbetwiste basisspeler te worden, kon de ploeg anderhalf seizoen volmaken bij de havenploeg.  Zijn laatste officiële optreden kende hij op 15 december 2021.  Toen tijdens de maand januari 2022 Sebastián Carlos Cristóforo Pepe de overstap naar de havenploeg maakte, zou Pablo waarschijnlijk tijdens de terugronde van het seizoen 2021-2022 minder spelkansen krijgen.  Daarom werd op 28 januari 2022 het contract, dat nog tot het einde van het seizoen geldig was, in onderling overleg ontbonden.  
Hij vond onderdak bij reeksgenoot CD Lugo.  Hij tekende er een contract tot en met 30 juni 2024, maar na anderhalf seizoen werd het contract in onderling overleg ontbonden.
Tijdens het seizoen 2023-2024 speelde hij het een reeks lager uitkomend SD Ponferradina.